# Cornelia Porrini
Cornelia Porrini (ur. w 1976 roku) – szwajcarska biegaczka narciarska, zawodniczka klubu Am Bachtel.

## Kariera
Po raz pierwszy na arenie międzynarodowej Cornelia Porrini pojawiła się 29 grudnia 1995 roku w zawodach FIS Race w Campra, gdzie zajęła 60. miejsce w biegu na 5 km techniką klasyczną. W 1996 roku wystąpiła na mistrzostwach świata juniorów w Asiago, zajmując 60. pozycję w biegu na 15 km stylem dowolnym. W Pucharze Świata zadebiutowała 19 grudnia 1998 roku w Davos, zajmując 66. miejsce w biegu na 15 km stylem klasycznym. Porrini nigdy nie zdobyła punktów PŚ i nigdy nie została uwzględniona w klasyfikacji generalnej. Od 2001 roku startowała także w cyklu FIS Marathon Cup, zajmując między innymi dziewiąte miejsce w klasyfikacji generalnej sezonu 2000/2001. Raz stanęła na podium - 11 marca 2001 roku była trzecia w szwajcarskim Engadin Skimarathon. W zawodach tych uległa jedynie swej rodaczce Brigitte Albrecht-Loretan oraz Rosjance Irinie Składniewej. Nigdy nie wystąpiła na igrzyskach olimpijskich ani mistrzostwach świata. W 2004 roku zakończyła karierę.

## Osiągnięcia

### Mistrzostwa świata juniorów
| Miejsce | Dzień    | Rok  | Miejscowość | Konkurs               | Wynik       | Strata      | Zwyciężczyni     |
| ------- | -------- | ---- | ----------- | --------------------- | ----------- | ----------- | ---------------- |
| 60.     | 4 lutego | 1996 | Asiago      | 15 km stylem dowolnym | 43:52.9 min | +8:14.9 min | Julija Czepałowa |

### Puchar Świata

#### Miejsca w klasyfikacji generalnej
- sezon 1998/1999: -
- sezon 1999/2000: -
- sezon 2000/2001: -
- sezon 2001/2002: -
- sezon 2002/2003: -
- sezon 2003/2004: -

#### Miejsca na podium
Porrini nigdy nie stała na podium indywidualnych zawodów Pucharu Świata.

### FIS Marathon Cup

#### Miejsca w klasyfikacji generalnej
- sezon 2000/2001: 9.
- sezon 2001/2002: 42.
- sezon 2002/2003: 116.

#### Miejsca na podium
| Nr | Dzień    | Rok  | Zawody              | Dystans                 | Czas biegu  | Strata      | Pozycja | Zwyciężczyni              |
| -- | -------- | ---- | ------------------- | ----------------------- | ----------- | ----------- | ------- | ------------------------- |
| 1. | 11 marca | 2001 | Engadin Skimarathon | 90 km stylem klasycznym | 1:29:19,9 h | +2:06,8 min | 3.      | Brigitte Albrecht-Loretan |